# Denis Calincov
Denis Calincov (n. 15 septembrie 1985, Chișinău) este un fotbalist moldovean care evoluează la FC Academia Chișinău.